# Pantone
A Pantone LLC festékgyár, amely New Jerseyben, Carlstadtban található. A vállalatot legjobban a Pantone Színazonosító Rendszerről, Pantone Matching System (PMS) ismerik, amely a gyár által szabadalmaztatott színtér. Az ennek megfelelő színezékeket  különböző iparágak használják, főként a textilipar és a nyomdaipar. A cég színes festékeket, szövetet, és műanyagot is készít.
2007 októberében az X-Rite vállalat (egy színméréssel és szoftverrel foglalkozó beszállító) megvette a céget 180 millió dollárért.

## Áttekintés
A Pantone kereskedelmi nyomtató cégként kezdte, melyet M & J Levine hirdettek az 1950-es években, New Yorkban. 1956-ban az alapítók, a vezető testvérpáros, Mervin és Jessie, felvett egy Lawrence Herbert nevű, részmunkaidős dolgozót, aki frissen végzett a Hofstra egyetemen. Herbert arra használta a kémia tudását, hogy rendszerezze és egyszerűsítse a vállalat készleten lévő pigmentjeit, festékeit és tintáit. 1962-re Herbert elérte, hogy a tinta és a nyomtató részleg profitot termeljen, míg a kereskedelmi osztály 50 000 dolláros adósságot mutatott, később megvette a társaság technikai eszközeit a Levine testvérektől 90 000 dollárért, és átnevezte Pantone-nak.
A vállalat elsődleges termékei a Pantone Kézikönyvek (valójában színmintaatlaszok), amelyek nagyszámú és apró (körülbelül 6×2 inch, 15×5 cm) vékony kartonlapokból állnak, az egyik oldalára egy sor, a vállalatnál megtalálható színminta van nyomtatva, legyezőszerűen összefűzve. Például bármely oldal tartalmazhat sárga, de különböző színmintákat.
A PMS mögött rejlő ötlet az volt, hogy a tervezők be tudják tartani a színhűséget, amikor az adott szín termelési fázisba kerül, függetlenül attól, milyen berendezést használtak a szín előállítására. Ezt a rendszert széles körben átvették a grafikus tervezők, a reprodukálók és a nyomdák. Pantone azt ajánlja, hogy évente vásárolják meg az évente kiadott színmintáit, mivel az idő elteltével a színek sárgássá válhatnak (kifakulnak). Színeltérések és variációk felmerülhetnek a készletpapírokban (abban a fajta kiadású papírokban is, amelyet matt és fényes változatban is készülnek), míg a belső kiadású színek akkor fordulnak elő, ha változó felületű papírokra nyomtatják.

### A bevonat és a fedettség jelölése
Abban a tekintetben, hogy milyen az eredményül kapott papír, vagy textília felületének megjelenése, a következő táblázat ad tájékoztatót. A táblázat nem a Pantone rendszerét szemlélteti, csak tájékoztatásra való.
| magyarul | angolul  | fedettség mértéke |
| -------- | -------- | ----------------- |
| natúr    | uncoated | 0%                |
| matt     | matte    | 25%               |
| fényes   | gloss    | 50%               |
| világító | UV gloss | 100%              |

A fedettség mértéke nem azonos a felület reflektancijával. A látható spektrumra összegzett reflektancia ettől eltérő fogalom. A fehér festékek például a fénynek csaknem 100%-át visszaverik, a feketék kb. 2%-nál kevesebbet. A világos és sötét színek reflektanciája is eltérő. Ugyanakkor a fekete festékeket is meg lehet valósítani tükröződő változatban.
A Pantone a fényes mintákat a coated kifejezéssel jelöli, ez nagyjából a táblázatban szereplő gloss minőségnek felel meg. Pontosabban: az uncoated azt jelenti, hogy a festéken átlátszik a hordozó minden tulajdonsága; a mintázottsága és a színe is. Ezért a korrekt szín azonosításához meg szokták határozni a papír minőségét (fehérségét). A coated festékminta ezzel szemben teljesen elfedi a hordozót, színesebb és fényesebb. Ugyanaz a színazonosító (a legtöbb kollekcióban) mindkét változatban szerepelhet, aminek az eredménye az, hogy kissé eltérő színként jelenik meg. Ezeket a színezékeket az azonosító jel utáni C (coated), U (uncoated), illetve M (matt) azonosítja. A coated–uncoated tulajdonságra utaló jelet hanyagságból el szokták hagyni, leginkább a Process Color színezékeknél. Ez súlyosan félrevezető és hibás. Például az Európai zászló esetén a kék szín meghatározatlan, mert létezik Reflex Blue C is, Reflex Blue U és Reflex Blue CP (Color Bridge) is. 
A világító festékek a fényforrás sugárzásának ibolyántúli komponensét elnyelik, és energiáját a látható tartományban adják vissza. Ezáltal különlegesen fényes felületű színmintákhoz jutunk. A Pantone ezeket fluoreszkáló festékeknek nevezi (Pantone Neon, illetve Pantone fluorescent). Ezek azonosítója 8-as, vagy 9-es számjeggyel kezdődik, például Pantone 801 fluoreszkáló kék.
Az színazonosító jelben szintén szerepel a C betű. Ez a nyomtatásnál egymást fedő festékekre utal, amelyeken áthalad a fény, és mindegyik elnyel belőle valamennyit.

## Pantone Színazonosító Rendszer
A Pantone Színazonosító Rendszer a vállalat által szabadalmaztatott színreprodukciós rendszer. Szabványosítva a színeket a különböző gyártók termékei ennek alapján egyeztethetőek.
A nyomdaipari felhasználás céljaira a CMYK színtér szerint azonosítja a színeket. A CMYK eljárás négy festékből nyomtatja a színeket – a cián, a bíbor, a sárga és a fekete. A világon a legtöbb nyomtatott anyag a CMYK folyamat során jön létre. A Pantone-színek olyan változatban is készülnek, amelyek az eredeti CMYK eljárás nem képes reprodukálni. Ez az Extended Gamut Coated, amelynek rendeltetése a tristimulusos színtéren kívül eső színeket reprodukálni. Ilyen a hat színnyomásos (hexachrome) technika is.
Azonban a Pantone rendszer 1114 direkt színét nem lehet szimulálni CMYK eljárás során, de 13 alap festék (14 a feketével) keverve speciálisan előállítható.  A következő táblázat az alapfestékek egyedi lapja szerint a lehető legjobb megközelítést tartalmazza. A fehér és a fekete igen kis telítettségi tisztaságóak, Munsell Value értékük szélsőséges. Ezzel szemben az alapfestékek színtelítettségi jellemzői a lehető legnagyobbak (Munsell króma és CIELAB króma). A "hullámhossz" kifejezés a táblázatban a domináns színinger hullámhossz közelítő értékét jelzi nanométerben. Ezeket sem a fehér, sem a fekete színnél nem szükséges megadni. Ha ugyanis van "színe" ezeknek, az látásunkkal nem észlelhető. Tehát akromatikus színingereknek tekintjük akkor is, ha ezek kromatikus jellemzője csak műszerrel mérhető.
| név            | Munsell | Munsell | Munsell | CIELAB 1976 | CIELAB 1976 | CIELAB 1976 | CIELAB 1976 | CIELAB 1976 | CIE 1931    | CIE 1931               | sRGB | sRGB | sRGB |
| név            | H       | V       | C       | L*          | a*          | b*          | hab         | C*          | hullámhossz | telítettségi tisztaság | R    | G    | B    |
| rubin red      | 0,54R   | 4,3     | 16,4    | 44,0        | 71,0        | 12,2        | 9,8         | 72,1        | -495,4      | 0,65                   | 205  | 1    | 88   |
| red 032 C      | 5,4R    | 5,0     | 17,0    | 54,0        | 70,0        | 41,0        | 30,4        | 81,1        | 625,5       | 0,70                   | 238  | 50   | 64   |
| warm red       | 6,69R   | 5,5     | 17,4    | 56,2        | 68,6        | 48,0        | 35,0        | 83,7        | 612,5       | 0,75                   | 249  | 66   | 58   |
| orange 021 C   | 8,2R    | 5,4     | 19,6    | 57,0        | 67,0        | 64,0        | 43,7        | 92,7        | 607,7       | 0,90                   | 255  | 81   | 5    |
| black C        | 9,87YR  | 1,4     | 0,5     | 14,7        | 1,3         | 3,1         | 66,4        | 3,3         | 597,8       | 0,08                   | 45   | 41   | 38   |
| yellow 012 C   | 6,4Y    | 8,6     | 10,4    | 86,9        | -4,0        | 80,0        | 92,9        | 80,1        | 575,2       | 0,67                   | 230  | 215  | 57   |
| green          | 9G      | 6,0     | 8,0     | 62,0        | -46,0       | 7,0         | 171,3       | 46,5        | 500,2       | 0,24                   | 42   | 166  | 132  |
| process blue C | 9B      | 6,0     | 10,0    | 60,0        | -13,0       | -40,0       | 252,0       | 42,1        | 480,2       | 0,51                   | 40   | 157  | 213  |
| 000C white     | 5,32P   | 9,0     | 0,8     | 96,0        | 0,3         | -1,5        | 281,3       | 1,5         | -561,8      | 0,06                   | 244  | 245  | 250  |
| reflex blue    | 6,51PB  | 1,5     | 17,3    | 16,0        | 45,2        | -65,5       | 304,6       | 79,5        | 466,0       | 0,93                   | 1    | 21   | 136  |
| blue 072       | 6,64PB  | 1,8     | 20,7    | 18,6        | 56,2        | -76,1       | 306,4       | 94,6        | 464,9       | 0,94                   | 17   | 6    | 160  |
| violet C       | 9,01PB  | 3,0     | 18,0    | 30,7        | 51,7        | -66,0       | 308,1       | 83,8        | 453,6       | 0,75                   | 63   | 44   | 177  |
| purple C       | 8,38P   | 4,5     | 19,6    | 46,4        | 72,8        | -44,7       | 328,5       | 85,4        | -550,5      | 0,67                   | 187  | 41   | 185  |
| rhodamin red   | 3,81RP  | 4,9     | 19,7    | 50,1        | 80,7        | -19,0       | 346,8       | 82,9        | -507,0      | 0,68                   | 225  | 1    | 152  |

A szingapúri kormány által tervezett logó, a nemzet függetlenségének 50. évfordulójára. A logó színleírása: Pantone Red 032 és fehér.

A Pantone rendszer rengeteg speciális szín előállítását teszi lehetővé, fémeset és foszforeszkálósakat egyaránt. Míg a legtöbb Pantone rendszer szín a CMYK skála fölött van, csak 2001-ben kezdett a cég kiadni magyarázatot a már meglévő rendszer képernyőszíneire. A képernyőszínek az RGB színmodellt használják – piros, zöld, kék színrendszer –, mely különböző színek előállítására képes. A GOE rendszernek van RGB és LAB értéke minden színnel.
A Pantone-színeket elkülönített számok alapján írják le (tipikusan úgy említve, mint „PMS 130”). PMS színek, amelyeket a legtöbbet használják a márkák esetében, már hasznosítják állami és katonai szabványokban is (a zászlókat és pecséteket illusztrálva). 2003 januárjában a skót parlament vitatott egy petíciót (PE512-es) melyben a skót zászló Pantone-kék színére hivatkoznak, mint „Pantone 300”. Országok, mint Kanada, Dél-Korea és szervezetek, mint a FIA, mindegyik a Pantone speciális színeit használják, és arra hivatkoznak, mikor zászlókat készítenek. Az Egyesült Államok államai Texast is beleértve PMS színeit használják a zászlójukban. Angelica Dass Brazil fotós művészi projektjében is használták, amely a Pantone-t úgy jeleníti meg, mint emberi bőrszín árnyalati színeket.
| csoport                   | példa       |
| ------------------------- | ----------- |
| coated                    | 4012 C      |
| uncoated                  | 101 U       |
| color bridge coated       | 102 CP      |
| color bridge uncoated     | UV 102 UP   |
| extended gamut coated     | 102 XGC     |
| metallic coated           | 10114 C     |
| pastels & neons coated    | 9060 C      |
| pastels & neons uncoated  | 9140 U      |
| FHI cotton TCX (pamut)    | 11-0623 TCX |
| FHI paper TPG             | 13-0646 TPG |
| FHI Nylon Brights TN      | 13-0630 TN  |
| FHI Polyester TSX         | 12-0658 TSX |
| FHI metallic Shimmers     | 20-0040 TPM |
| CMYK coated               | P 1-6 C     |
| CMYK uncoated             | P 1-5 U     |
| Skin Tone Guide (bőrszín) | 3Y01 SP     |
| Ultra Violet              | 18-3838     |

Az FHI színezékcsoport számjegyeinek jelentése (a magyar nemzeti lobogó 18-6320 példájával:
18: a fényvisszaverődés értéke nulla és száz között
63: a színkörben a zöld színek egyike (nulla és száz között)
20: a telítettség értéke (nullától, de nem mindegyik szín érheti el a 100-as értéket
A színezet értéke
0...16 narancs
16...24 vörös
24...40 bíbor
40...48 kék
48...56 hideg zöld
56...64 meleg zöld
64...100 sárga
A kiegészítő betűk jelentése:
TC textile cotton
TP textile paper
TPX textile paper extended
CV computer video
SWOP Standard Web Offset Printing
DS Digital SWOP
HC hexachrome
A hexachrome színek a következők: C cián (zöldeskék), M magenta (bíbor), Y yellow (sárga), K key (fekete), O orange (narancs) és G Green (zöld), tehát a vöröset nem tartalmazza . Maga a Pantone cég a kiterjesztett színteret már hétszínűnek nevezi; a hetedik szín az ibolya (V violet).

## Pantone Goe rendszer
2007. szeptember 5-én a Pantone bemutatta a GOE rendszert. A GOE 2000 új színt, egyeztető, valamint számoztató rendszert foglal magában. Nem beszélve a szabványos színpaletta könyvekről (most már GoeGuidenak hívják) és az új rendszerben úgynevezett ragasztóval bekent GoeStickek, interaktív szoftverek, eszközök és egy online közösség is megtalálható, ahol a felhasználok meg tudják osztani a színmintát és az információkat egymás között.
A Goe rendszer pár alapszínt használ (10, tiszta bevonatot a tükröződésekre) és rengeteg technikai kihívást megold egy nyomtatás színreprodukciós eljárás során. Leginkább a coated csoportot javasolják használni. Ennek jelölése: három szám, kötőjellel összekötve. Például
152-1-1 C a sárga színek egyike. A GOE színminták adatait az sRGB rendszerrel azonosítják, tehát monitoron is megjeleníthetők.
A Pantone Goe rendszert 2013 novemberében abbahagyták.

## Más termékek
2006 közepén a Pantone a Vermonti Fine Paints of Europe-pal partnerségben új külső és belső színeket mutatott be. A színpaletta a Pantone színkereső eljárást használja, és 3000 színt sorakoztat fel. 2015 novemberében, A Redland Londonnal partnerségben egy táskakollekciót dobott a piacra, amelyet a Pantone színei ihlettek.

## Az év színe
A Pantone évente kiadja az év színeit. A vállalat évente kétszer Európában szervez titkos találkozókat, melyen a különböző nemzetek csoportjai vitatják meg a színszabványokat. Két nap prezentáció és vita után választják ki a következő év színét; például 2012 tavaszán Londonban választották ki 2013 nyár színeit. A szín állítólag kapcsolatban van a zeitgeisttal (idő szelleme, vagy kor szelleme). 2011-ben a Lonc virág volt az év színe és azt mondták „Stresszes időben kell valami, ami felemeli a lelkünket. A Lonc elbűvölő, serkentő színe, ami adrenalint ad – tökéletes a kék ellen.” A találkozó eredményét a Pantone Viewben teszik közzé (750 dollár), amelyet divattervezők, virágkötők és más vásárló orientált vállalatok megvesznek, hogy segítsék és iránymutatást adjanak a dizájnjaiknak és a készülő termékeiknek.
2012-ben az év színe, a Tangerine Tango-t használták egy sminkes akció keretében a Sephorával partnerségben. A termékcsalád a Sephora + Pantone Universe kollekció, műszempilla; körömlakkok, krém, csillogó és a magasfényű szájfény.
A Pantone mindig is azt mondta a színről „mindig egy része volt annak, ahogy az emberi kultúra, hogy fejezi ki a különböző korok hozzáállást, érzéseit. Az 1960-as évek színeit a fiatal kultúra felemelkedése, az ellenkultúra és a szocialista forradalom keveredéseiből választották ki. Az itt felsorolt minták a pamut és papír színezésére ajánlott választékból származnak (két számjegy – kötőjel – négy számjegy) a TPX és a TPG csoportból.

### A 2022-es év színe
Azonosítója 17-3938 TCX (ez a kiterjssztés elvileg textíliákra vonatkozik). A Microsoft döntése értelmében ez a szín beállítható háttérszínként a Windows 11 operációs rendszerben. 
| név       | COLOROID | COLOROID    | COLOROID   | Munsell  | Munsell    | Munsell | számítógép | számítógép | számítógép | RGB    |
| név       | A        | T           | V          | H        | V          | C       | R          | G          | B          | RGB    |
| név       | színezet | telítettség | világosság | színezet | világosság | króma   | vörös      | zöld       | kék        | jel    |
| very peri | A50      | 19          | 40         | 7,5PB    | 4          | 10      | 102        | 103        | 170        | 6667AA |

### A 2023-as év színe
| név          | COLOROID | COLOROID    | COLOROID   | Munsell  | Munsell    | Munsell | számítógép | számítógép | számítógép | RGB    |
| név          | A        | T           | V          | H        | V          | C       | R          | G          | B          | RGB    |
| név          | színezet | telítettség | világosság | színezet | világosság | króma   | vörös      | zöld       | kék        | jel    |
| viva magenta | A33      | 27          | 40         | 1,5R     | 4          | 13      | 190        | 52         | 85         | BE3455 |

Ez a szín valójában vörös, a magenta inkább fantázianév ebben az esetben 

### A 2024-es év színe
Az aktuális szín a cég választása alapján az őszibarack színéből képezett fantáziaszín

| név        | COLOROID | COLOROID    | COLOROID   | Munsell  | Munsell    | Munsell | számítógép | számítógép | számítógép | RGB    |
| név        | A        | T           | V          | H        | V          | C       | R          | G          | B          | RGB    |
| név        | színezet | telítettség | világosság | színezet | világosság | króma   | vörös      | zöld       | kék        | jel    |
| peach fuzz | A23      | 36          | 80         | 2,6YR    | 8          | 6       | 255        | 190        | 152        | FFDE98 |

### A 2025-ös év színe
17-1230 TCX Mocha Mousse (kávés csokoládébarna). A TCX pamut alapanyagra utal.
| név         | COLOROID | COLOROID    | COLOROID   | Munsell  | Munsell    | Munsell | számítógép | számítógép | számítógép | RGB    |
| név         | A        | T           | V          | H        | V          | C       | R          | G          | B          | RGB    |
| név         | színezet | telítettség | világosság | színezet | világosság | króma   | vörös      | zöld       | kék        | jel    |
| mocha musse | A23      | 11          | 47         | 2,2YR    | 5          | 4       | 162        | 119        | 100        | A47864 |

## Fordítás
Ez a szócikk részben vagy egészben  a   Pantone című angol Wikipédia-szócikk ezen változatának fordításán alapul.  Az eredeti cikk szerkesztőit annak laptörténete sorolja fel. Ez a jelzés csupán a megfogalmazás eredetét és a szerzői jogokat jelzi, nem szolgál a cikkben szereplő információk forrásmegjelöléseként.